# The Unforgettable Fire
| 전문가 평가                   | 전문가 평가 |
| 평가 점수                     | 평가 점수   |
| 출처                          | 점수        |
| ----------------------------- | ----------- |
| AllMusic                      | [ 2 ]       |
| The Austin Chronicle          | [ 3 ]       |
| Chicago Tribune               | [ 4 ]       |
| Entertainment Weekly          | B+          |
| Hot Press                     | 12/12       |
| Pitchfork                     | 9.3/10      |
| Q                             | [ 8 ]       |
| Rolling Stone                 | [ 9 ]       |
| The Rolling Stone Album Guide | [ 10 ]      |
| The Village Voice             | B+          |

《The Unforgettable Fire》는 아일랜드의 록 밴드 U2의 네 번째 스튜디오 음반이다. 1984년 10월 1일, 아일랜드 레코드를 통해 발매되었으며, 브라이언 이노와 다니엘 라누아가 프로듀싱을 맡았다. 밴드는 이전 음반 《War》 (1983년)의 강렬한 록 사운드에서 벗어나 새로운 음악적 방향을 모색하고자 했으며, 이에 따라 보다 앰비언트한 사운드 실험을 위해 이노와 라누아를 제작진으로 기용하였다. 이러한 변화는 당시까지 밴드가 보여준 가장 극적인 방향 전환으로 평가되었다. 음반의 제목은 히로시마 원자폭탄 투하를 주제로 한 예술 전시회인 〈The Unforgettable Fire〉에서 따온 것이다.
녹음 작업은 1984년 5월 슬레인 성에서 시작되었으며, 이곳에서 밴드는 거주하며 곡을 쓰고 녹음하는 과정을 통해 새로운 영감을 얻고자 했다. 음반은 1984년 8월, 윈드밀 레인 스튜디오에서 완성되었다. 《The Unforgettable Fire》는 몽환적인 사운드와 보컬리스트 보노가 "스케치"라고 표현한 가사들을 특징으로 한다. 〈Pride (In the Name of Love)〉와 〈MLK〉는 마틴 루터 킹 주니어에게 바치는 헌사로서의 노랫말을 담고 있다.
《The Unforgettable Fire》는 평론가들로부터 대체로 호평을 받았으며, 당시 밴드의 가장 큰 히트곡이었던 〈Pride (In the Name of Love)〉와 공연에서 꾸준히 사랑받는 곡인 〈Bad〉를 탄생시켰다. 이 음반의 발매 25주년을 기념하여, 2009년 10월에는 특별판이 재발매되었다.

## 배경
U2는 1983년 음반 《War》와 그에 이은 War Tour에서 보여준 직설적인 록 사운드로 인해, 자신들이 또 하나의 "귀를 찢는 듯한", "구호를 외치는 아레나 록 밴드"로 전락할 위험에 처했다고 우려했다. 1983년 8월, 더블린의 피닉스 파크 경마장에서 열린 War Tour의 마지막 공연 중 하나에서, 보컬리스트 보노는 은유적인 표현을 사용해 밴드가 해체 후 새로운 방향으로 다시 결성될 수도 있다고 암시했다. 1984년 2월에 발행된 《U2 매거진》 제10호에서 보노는 차기 음반에 대한 급진적인 변화를 암시하며, "그 모든 생각에 밤에 잠을 잘 수 없다"며 "우리는 진정한 방향 전환을 시도하고 있다"고 밝혔다. 베이시스트 애덤 클레이턴은 이를 회상하며, "우리는 좀 더 진지하고 예술적인 무언가를 찾고 있었다"고 말했다.
그해 말 일본에서 War Tour를 마친 U2는 위클로주 브레이에 위치한 보노의 해안가 자택인 마르텔로 타워에서 리허설을 진행했다. 이 시기 동안 〈Pride (In the Name of Love)〉, 〈The Unforgettable Fire〉, 〈A Sort of Homecoming〉의 초기 버전들이 작곡되었다.
U2는 첫 세 장의 음반을 윈드밀 레인 스튜디오에서 녹음했지만, 다음 스튜디오 음반을 위해 새로운 장소를 찾기로 결정했다. 클레이턴은 윈드밀 레인에는 밴드가 함께 연주할 수 있는 라이브 룸이 없다는 점을 안타까워했고, 밴드의 매니저 폴 매기니스는 그 스튜디오가 사람들이 작업하기에도 공간이 빠듯하다고 말했다. 그는 새로운 장소를 찾기 시작했고 라넬라의 처치 홀을 알아보았지만, 가격이 너무 비쌌다. 밴드의 투어 매니저 데니스 시언도 적합한 장소를 찾기 위해 나섰고, 미스주에 있는 슬레인 성을 발견했다. 건물의 소유주 헨리 마운트찰스 경은 밴드에게 처치 홀 비용의 절반도 안 되는 가격에 성을 임대해 주겠다고 제안했으며, 밴드와 스태프를 위한 숙박 및 식사도 현장에서 제공하겠다고 나섰다. 본래 음악을 위해 지어진 이 성의 고딕 양식 무도회장은 9mt 높이의 돔형 천장을 갖추고 있었고, 녹음에서 자연 음향을 살리고자 했던 밴드에게 매력적으로 다가왔다.
세 장의 초기 음반에서 프로듀서 스티브 릴리와이트와 작업했던 U2는 《War》의 연장선에 있는 "《War》의 아들"과 같은 음반을 만드는 것이 아니라, 실험적인 접근을 추구하고자 했다. 릴리와이트와 밴드 양측 모두 프로듀서를 교체할 시점이 되었으며, "같은 공식을 반복해서는 안 된다"고 의견을 모았다.

## 곡 목록
모든 곡들은 U2에 의해 작사/작곡하였다.
| #  | 제목                            | 재생 시간 |
| -- | ------------------------------- | --------- |
| 1. | 〈A Sort of Homecoming〉        | 5:28      |
| 2. | 〈Pride (In the Name of Love)〉 | 3:48      |
| 3. | 〈Wire〉                        | 4:19      |
| 4. | 〈The Unforgettable Fire〉      | 4:55      |
| 5. | 〈Promenade〉                   | 2:35      |

| #  | 제목                          | 재생 시간 |
| -- | ----------------------------- | --------- |
| 1. | 〈4th of July〉               | 2:12      |
| 2. | 〈Bad〉                       | 6:09      |
| 3. | 〈Indian Summer Sky〉         | 4:17      |
| 4. | 〈Elvis Presley and America〉 | 6:23      |
| 5. | 〈MLK〉                       | 2:31      |

## 인증
| 국가                                                  | 인증        | 판매량/출하량 |
| ----------------------------------------------------- | ----------- | ------------- |
| 브라질                                                | —           | 100,000       |
| 캐나다 (뮤직 캐나다)                                  | 3× 플래티넘 | 300,000^      |
| 프랑스 (SNEP)                                         | 골드        | 100,000*      |
| 이탈리아                                              | —           | 200,000       |
| 네덜란드 (NVPI)                                       | 골드        | 50,000^       |
| 뉴질랜드 (RMNZ)                                       | 플래티넘    | 15,000^       |
| 스위스 (IFPI 스위스)                                  | 골드        | 25,000^       |
| 영국 (BPI)                                            | 2× 플래티넘 | 600,000^      |
| 미국 (RIAA)                                           | 3× 플래티넘 | 3,000,000^    |
| *판매량을 기반으로 한 인증 ^출하량을 기반으로 한 인증 |             |               |